# Obelisco Millennium
Obelisco Millennium är ett monument i Spanien.   Det ligger i provinsen Provincia da Coruña och regionen Galicien, i den nordvästra delen av landet, 500 km nordväst om huvudstaden Madrid. Obelisco Millennium ligger 8 meter över havet.
Närmaste större samhälle är A Coruña, 2,3 km öster om Obelisco Millennium. 